# 성형일기
《성형일기》(영어: The Truth about Beauty)는 2014년 공개된 홍콩의 코미디 드라마 영화이다.

## 캐스팅
- 바이바이허
- 정중기
- 장요
- 곽경비
- 장대례